# Cobubatha petulans
Cobubatha petulans là một loài bướm đêm trong họ Noctuidae.